# Rudolf Hell
Rudolf Hell (ur. 19 grudnia 1901, zm. 11 marca 2002) – niemiecki wynalazca z branży przemysłu elektrotechnicznego.

## Życiorys
Urodził się w Niemczech, w bawarskiej miejscowości Eggmühl. W latach 1919 do 1923 studiował elektrotechnikę w Monachium. Pracował tam od 1923 do 1929 jako asystent profesora Maxa Dieckmanna, z którym to obsługiwali stację telewizyjną w 1925 roku na wystawie w Monachium. W tym samym roku Hell wynalazł aparat zwany hellschreiber, wczesnego protoplastę współczesnego telefaksu. Hell otrzymał na swój wynalazek patent w 1929 roku.
W roku 1929 założył firmę w Babelsbergu koło Berlina. Po II wojnie światowej reaktywował firmę, tym razem w Kilonii. Nadal pracował jako inżynier i wynalazł maszyny do elektronicznie sterowanego grawerowania płyt drukarskich i system elektronicznego składu fotograficznego, zwanego „digiset”.
Do ciekawych wynalazków zaliczyć należy także radiowy system wspomagania lądowania, opracowany w latach dwudziestych, który był podstawą do stworzenia stosowanego obecnie na całym świecie systemu ILS.
Otrzymał wiele nagród i wyróżnień jak Rycerski Krzyż Komandorski Orderu Zasługi, Nagrodę Gutenberga czy Pierścień Wernera von Siemensa (Werner von Siemens Ring).
Jego firma została przejęta przez Siemens AG w 1981 roku i połączona z Linotype w 1990, przyjmując nazwę Linotype-Hell AG. Rudolf Hell zmarł 11 marca 2002 w Kilonii, w wieku 100 lat.